# Campos (Póvoa de Lanhoso)
Campos oder Campo ist eine Gemeinde im Norden Portugals.
Campos gehört zum Kreis Póvoa de Lanhoso im Distrikt Braga, umfasst eine Fläche von 3,3 km² und hat 1052 Einwohner (Stand 30. Juni 2011).